# هيديو ليفي
هيديو ليفي (بالإنجليزية: Hideo Levy)‏‏ (29 نوفمبر 1950 في بيركيلي، كاليفورنيا - ) لغوي، وكاتب، ومترجم، وروائي من الولايات المتحدة.

## الجوائز
- جائزة الكتاب الوطني  [لغات أخرى]‏
- جائزة نوما للوجه الأدبي الجديد  [لغات أخرى]‏
- جائزة سي إيتو  [لغات أخرى]‏